# Palmarés de B&B Hotels-KTM
A equipa de ciclismo profissional francês B&B Hotels-KTM, e suas anteriores denominações, tem tido nos últimos anos as seguintes vitórias:

## Vital Concept Cycling Clube

### 2018

#### Circuitos Continentais da UCI
| Datas           | Circuito                | Corridas                                | Vencedor            |
| 24 de janeiro   | UCI Asia Tour de 2018   | 1.ª etapa do Sharjah Tour (CRI)         | Julien Morice       |
| 13 de fevereiro | UCI Asia Tour de 2018   | 1.ª etapa do Tour de Omã                | Bryan Coquard       |
| 4 de março      | UCI Europe Tour de 2018 | Grande Prêmio Villa de Lillers          | Jérémy Lecroq       |
| 11 de maio      | UCI Europe Tour de 2018 | 4.ª etapa dos Quatro Dias de Dunquerque | Bryan Coquard       |
| 27 de maio      | UCI Europe Tour de 2018 | 5.ª etapa da Volta à Bélgica            | Bryan Coquard       |
| 24 de junho     | UCI Europe Tour de 2018 | 5.ª etapa do Tour de Saboia             | Quentin Pacher      |
| 18 de agosto    | UCI Europe Tour de 2018 | 4.ª etapa do Tour de Limusino           | Lorrenzo Manzin     |
| 19 de setembro  | UCI Europe Tour de 2018 | Circuito de Houtland                    | Jonas Van Genechten |

## Vital Concept-B&B Hotels

### 2019

#### Circuitos Continentais da UCI
| Data           | Circuito                | Corridas                                | Vencedor        |
| 24 de janeiro  | UCI Africa Tour de 2019 | 4.ª etapa da Tropicale Amissa Bongo     | Lorrenzo Manzin |
| 27 de janeiro  | UCI Africa Tour de 2019 | 7.ª etapa da Tropicale Amissa Bongo     | Lorrenzo Manzin |
| 7 de fevereiro | UCI Europe Tour de 2019 | 1.ª etapa da Estrela de Bessèges        | Bryan Coquard   |
| 6 de abril     | UCI Europe Tour de 2019 | Volta Limburg Classic                   | Patrick Müller  |
| 10 de abril    | UCI Europe Tour de 2019 | 2.ª etapa do Circuito de la Sarthe      | Bryan Coquard   |
| 1 de maio      | UCI Europe Tour de 2019 | Tour de Bretanha                        | Lorrenzo Manzin |
| 12 de maio     | UCI Europe Tour de 2019 | Grande Prêmio do Somme                  | Lorrenzo Manzin |
| 17 de maio     | UCI Europe Tour de 2019 | 4.ª etapa dos Quatro Dias de Dunquerque | Bryan Coquard   |
| 26 de maio     | UCI Europe Tour de 2019 | Grande Prêmio Marcel Kint               | Bryan Coquard   |
| 9 de junho     | UCI Europe Tour de 2019 | 3.ª etapa da Boucles de la Mayenne      | Bryan Coquard   |
| 16 de junho    | UCI Europe Tour de 2019 | 5.ª etapa da Volta à Bélgica            | Bryan Coquard   |
| 25 de julho    | UCI Europe Tour de 2019 | Grande Prêmio Pino Cerami               | Bryan Coquard   |
| 16 de agosto   | UCI Europe Tour de 2019 | 2.ª etapa da Arctic Race da Noruega     | Bryan Coquard   |

## B&B Hotels-Vital Concept p/b KTM

### 2020

#### Circuitos Continentais da UCI
| Data            | Circuito                | Corridas                             | Vencedor       |
| 15 de fevereiro | UCI Asia Tour de 2020   | Malaysian International Classic Race | Johan Le Bon   |
| 1 de agosto     | UCI Europe Tour de 2020 | 1.ª etapa da Estrada de Occitânia    | Bryan Coquard  |
| 6 de agosto     | UCI Europe Tour de 2020 | 3.ª etapa do Tour de Saboia          | Pierre Rolland |
| 8 de agosto     | UCI Europe Tour de 2020 | Tour de Saboia                       | Pierre Rolland |

## B&B Hotels p/b KTM

### 2021

#### Circuitos Continentais da UCI
| Datas       | Circuito                | Corridas                        | Vencedor         |
| 3 de maio   | UCI Africa Tour de 2021 | 2.ª etapa do Tour de Ruanda     | Alan Boileau     |
| 4 de maio   | UCI Africa Tour de 2021 | 3.ª etapa do Tour de Ruanda     | Alan Boileau     |
| 6 de maio   | UCI Africa Tour de 2021 | 5.ª etapa do Tour de Ruanda     | Alan Boileau     |
| 7 de maio   | UCI Africa Tour de 2021 | 6.ª etapa do Tour de Ruanda     | Pierre Rolland   |
| 4 de agosto | UCI Europe Tour de 2021 | Prólogo do Tour de Saboia (CRI) | Maxime Chevalier |
| 7 de agosto | UCI Europe Tour de 2021 | 3.ª etapa do Tour de Saboia     | Alan Boileau     |

## B&B Hotels-KTM

### 2022

#### Circuitos Continentais da UCI
| Datas           | Circuito                | Corridas                      | Vencedor         |
| 26 de fevereiro | UCI Africa Tour de 2022 | 7.ª etapa do Tour de Ruanda   | Alan Boileau     |
| 26 de maio      | UCI Europe Tour de 2022 | 2.ª etapa do Alpes Isère Tour | Quentin Jauregui |
| 27 de maio      | UCI Europe Tour de 2022 | 3.ª etapa do Alpes Isère Tour | Victor Koretzky  |
| 14 de agosto    | UCI Europe Tour de 2022 | Polynormande                  | Franck Bonnamour |
| 30 de setembro  | UCI Europe Tour de 2022 | 4.ª etapa da CRO Race         | Axel Laurance    |